# Медаља за храброст Милош Обилић
Медаља за храброст „Милош Обилић“ је установљена 26. октобра 2009. године „Законом о одликовањима Републике Србије“. Ова медаља прво је установљена под називом Медаља за храброст, а изменом Закона о одликовањима, 26. маја 2010. године промењен јој је назив у Медаља за храброст „Милош Обилић“ 
Ова медаља уведена је по узору на Медаљу „Милоша Обилића“, установљену 1913. године у Краљевини Србији, а 1918. године уврштену у одликовања Краљевине Срба, Хрвата и Словенаца односно Краљевине Југославије. 

## Законски основ
Медаља се додељује указом Председника Републике Србије, обично поводом Дана државности Републике Србије. Додељује се за дела у којима је до снажног утицаја дошла лична храброст или за дела у којима је у изузетно опасним ситуацијама у спасавању људских живота или материјалних добара испољена изванредна храброст и самопрегор. Медаља има два степена: златни и сребрни.

## Списак одликованих
Од увођења медаље 2009. године, одликовани су:
| Име и презиме                       | Степен  | Година | Опис заслуге | Напомена                                                                        |
| ----------------------------------- | ------- | ------ | --- | ------------------------------------------------------------------------------- |
| Владимир Грандић                    | Златни  | 2011.  | За покушај спречавања пљачке златаре у Новом Саду 2009. године, страдао на дужности | Постхумно, полицајац                                                            |
| Марко Радовановић                   | Златни  | 2011.  | За спасавање људи из набујале реке Пчиње 2010. године | Полицајац                                                                       |
| Синиша Глишић                       | Златни  | 2011.  | За 20. година ватрогасног позива, и за спасавање људи у пожару хотела Метропол | Ватрогасац                                                                      |
| Родољуб Миловић                     | Златни  | 2011.  | За успешну борбу против организованог криминала | Полицијски инспектор                                                            |
| Биљана Лазаревић                    | Златни  | 2011.  | За исказану храброст у мировној мисији на Хаитију, након разорног земљотреса 2010. године | Полицијски саветник                                                             |
| Деан Заставниковић                  | Златни  | 2011.  | За спречавање бекства разбојника, приликом потере бива рањен | Полиција                                                                        |
| Слободан Јоцић                      | Златни  | 2011.  | За исказану личну храброст приликом извршавања летачких задатака | Мајор Војске Србије                                                             |
| Борис Бушић                         | Златни  | 2011.  | За покушај спречавања пљачке банке у Београду | Грађанин                                                                        |
| Дарко Тијанић                       | Сребрни | 2011.  | За спасавање возача који је слетео колима у залеђену реку | Грађанин                                                                        |
| Дејан Милосављевић                  | Сребрни | 2011.  | За спасавање људских живота из запаљене зграде у Панчеву | Поручник Војске Србије                                                          |
| Срђан Алексић                       | Златни  | 2012.  | За испољену храброст и дело личног херојства | Постхумно, војник ЈНА, глумац аматер                                            |
| Дијана Обексер Будисављевић         | Златни  | 2012.  | За спасавање 12 000 српске деце из усташких логора | Постхумно, хуманитарна радница                                                  |
| Александар Ркман                    | Златни  | 2012.  | За испољену храброст и дело личног херојства, страдао приликом вршења службене дужности 2011. | Постхумно, полицајац                                                            |
| Синиша Хрњез                        | Златни  | 2012.  | За испољену храброст и дело личног херојства, страдао приликом вршења службене дужности 2011. | Постхумно, полицајац                                                            |
| Припадници Жандармерије из Београда | Сребрни | 2012.  | За испољену храброст и дело личног херојства | Групна додела                                                                   |
| Мирослав Стаменковић                | Златни  | 2012.  | За испољену храброст и дело личног херојства, страдао приликом вршења службене дужности 2012. | Постхумно, полицајац                                                            |
| Пјер Анри Бинел                     | Златни  | 2013.  | За испољену храброст и дело личног херојства - као члан француске делегације НАТО-а при Генералштабу у Бриселу, предао је српском војном лицу поверљива документа о потенцијалним циљевима за бомбардовање Србије и због тога је осуђен на казну затвора од пет година | француски официр                                                                |
| Леонид Ивашов                       | Златни  | 2013.  | За испољену храброст и дело личног херојства | руски генерал-пуковник                                                          |
| Споменко Гостић                     | Златни  | 2024.  | За испољену храброст и дело личног херојства | постхумно, најмлађи борац Војске Републике Српске, погинуо у борби 1993. године |